# Leo le lion : Roi de la jungle
Léo le lion : Roi de la jungle (Leo the Lion: King of the Jungle) est un film d'animation vidéo de 45 minutes sorti en 1994 en VHS aux États Unis, en Allemagne, en France, en Espagne, au Portugal, en Grèce, en Norvège et en Serbie.
Il a été écrit par George Arthur Bloom, réalisé par Toshiyuki Hiruma et Takashi, et produit par Jetlag Productions.

## Synopsis
Dans la jungle, un lion nommé Léo est le roi. Il est arrogant et se montre impoli envers les autres. Un groupe de chasseurs kidnappe les animaux pour les vendre à un cirque. Un lionceau nommé Tooey va voir Leo pour lui demander de l'aide car sa mère a été capturée. Léo se montre plusieurs fois égoïste envers les autres qui ont perdu confiance en lui. Léo finit par comprendre ses erreurs et va secourir les animaux capturés. A la fin le narrateur dit que Léo a pris la mère de Tooey comme reine.

## Voix originales
- Garry Chalk : Leo le Lion
- Andrea Libman : Tooey le lionceau
- Tony Ail : Singes
- Chera Bailey : Mère de Tooey
- Michael Donovan : Narrateur
- Terry Klassen : Caméléon
- Ian James Corlett : Crocodile
- Phil Hayes as the lead poacher.
- Roger Kelly : Hyène
- Kent Gallie : Girafe
- Kathleen Barr : Éléphant[3]

## Chansons
Le film d'animation contient trois chansons nommées :
- King of the Jungle
- Out on My Own interprétée par Andrea Libman dans la version originale.
- I'm a Really Nice Guy interprétée par Garry Chalk dans la version originale.